# Quim
Joaquim Manuel Sampaio Silva, mais conhecido como Quim OIH (Delães, Vila Nova de Famalicão, 13 de novembro de 1975), é um ex-futebolista português que atuava como guarda-redes.
Conhecido por ter sido um dos maiores goleiros da história do Braga e pelo sucesso que teve no Benfica, com um papel importante na conquista de dois Campeonatos Nacionais, Quim ganhou uma reputação imponente no futebol português. 
Quando atuava pelo Desportivo das Aves, o jogador bateu o recorde de jogador mais velho a disputar um jogo da Primeira Liga, num jogo onde saiu derrotado contra o seu antigo clube, o Benfica. É um dos jogadores com mais jogos na competição, com 397 jogos. Ao longo da sua carreira profissional, disputou 19 temporadas na Primeira Liga, das quais atuou em doze pelo Braga, seis pelo Benfica e uma pelo Desportivo das Aves. Entre as temporadas 2013-14 e 2015-16, jogou no escalão profissional inferior, a Segunda Liga, também pelo Desportivo das Aves. 
Disputou 32 jogos pela Seleção Portuguesa, tendo sido convocado para as Eurocopas de 2000 e 2004, além da Copa do Mundo de 2006. 
No dia 5 de julho de 2004 foi feito Oficial da Ordem do Infante D. Henrique. Já no dia 28 de junho de 2018, quando jogava pelo Desportivo das Aves, anunciou a sua aposentadoria dos gramados. Nessa temporada ele conquistou a Taça de Portugal. 
Atualmente assume funções como Diretor de Relações Institucionais do Desportivo das Aves.

## Carreira

### Braga - primeira passagem

#### Primeiros anos: reserva no clube
Nascido em Vila Nova de Famalicão, Quim fez parte das categorias de base do Braga, onde era o goleiro principal e subiu para a equipe principal, iniciando assim a sua carreira profissional.
Entre 1995 e 1997, o goleiro titular do clube era Rui Correia, que jogou a grande maioria dos jogos enquanto Quim ficava no banco de suplentes ou era não utilizado. A 14 de maio de 1995, com 19 anos, Quim estreou-se a titular na Primeira Liga, na 32.ª jornada da época 94-95, único jogo que viria a participar na competição. Foi o treinador Manuel Cajuda quem lançou o jovem jogador no onze inicial. Sobre Manuel Cajuda, Quim terá dito, em 2013, numa entrevista ao Record, “Será sempre o treinador que me lançou e, por isso, tenho um carinho enorme por ele. Não teve receio em apostar num miúdo de 19 anos. Naquela altura não víamos jovens a aparecer e ele não teve esse receio. O Sp. Braga tinha lá o Rui Correia, que era um guarda-redes de seleção, e ele não teve medo de apostar em mim. Não é qualquer um que faz isso. Agradeço-lhe pela minha carreira”. 
Na época 1995-96 jogou também apenas um jogo, como suplente utilizado, e na época seguinte foi titular por três vezes.

#### 1997-2004: titular indiscutível
Rui Correia, principal guarda-redes nos anos anteriores, saiu do clube rumo ao Porto na temporada 1997-98. Nessa mesma época, Wozniak assina pelo Braga vindo do Porto e começa os primeiros jogos como titular mas, a partir da 16ª jornada da Liga é Quim que assume a titularidade absoluta. Nessa época, Quim ajudou o clube a terminar na 10ª posição na liga e a chegar à final da Taça de Portugal, que o clube perde por 3-1 com o FC Porto. A chegada a esta final permitiu que o clube se tenha qualificado para a edição 1998-99 da Taça das Taças.  
De destacar a última época que fez pelo clube (2003-04) nesta sua primeira passagem, em que o Braga termina em quinto lugar e garante assim acesso à fase de pré-eliminatórias da Taça UEFA, hoje conhecida como "Liga Europa da UEFA". Essa terá sido a sua última época no clube, antes de assinar pelo Benfica, com 28 anos. Foram 11 épocas a representar os "minhotos" como guarda-redes profissional.  

### Benfica
Em reportagem, pouco tempo depois de assinar pelo Benfica no verão de 2004, Quim referiu que ambicionava ser o guarda-redes principal: "Estou aqui para trabalhar e dar o melhor de mim. A concorrência é sempre importante e é boa para o Benfica. Os guarda-redes partem os três em pé de igualdade. Há um novo treinador e todos temos de demonstrar o nosso valor. Quero ser o nº 1 e vou trabalhar para isso." e que pretendia contribuir da melhor forma para os objetivos principais do clube: ganhar campeonato nacional, que o Benfica não vencia há 10 épocas, e chegar "o mais longe possível" na Liga dos Campeões.
No seu primeiro ano de águia ao peito, apenas a meio da época começou a jogar com regularidade. Após uma derrota por 4-1 a contar para o campeonato, Moreira, o guarda-redes titular até à altura, é relegado a suplente na maior parte dos restantes jogos. Quim agarra a oportunidade dada pelo treinador Trapattoni, sendo assim, a partir da 15ª jornada da competição, o titular na baliza dos encarnados. Foi um dos jogadores importantes na conquista do tão desejado 31º título nacional. 
Com a saída de Trapattoni como treinador e a entrada de Koeman, na temporada 2005-06, Quim foi relegado a suplente de Moreira. Na primeira metade da época, jogou por um breve período, 11 jogos consecutivos a contar para a Liga e para a Liga dos Campeões. Com a vinda do guarda-redes Moretto em janeiro de 2005, Quim perdeu novamente o lugar de titular na baliza até ao fim da época. Nessa época o Benfica acaba com um título, a Supertaça Cândido de Oliveira, mas não o suficiente para ser uma época positiva.
Nas épocas entre 2006-07, 2007-08 e 2008-09 o clube passa por mais uma "fase negra", ficando em terceiro lugar em todas as disputas com uma exceção, na qual ficou em quarto lugar, conquistando a Taça da Liga em 2009. A época mais negativa terá sido a de 2007-08 em que o Benfica termina em quarto lugar, abaixo do V. de Guimarães, Sporting e do campeão, FC Porto. Nessa época o clube teve três treinadores. Neste clima de instabilidade, Quim destaca-se, apesar de tudo, pela sua lealdade e amor ao clube que, época após época, renova grande parte do plantel. A qualidade de Quim também nunca foi posta em causa neste período, sendo a área do guarda-redes um problema de menor dimensão para o insucesso do Benfica. 
A chegada do treinador Jorge Jesus em 2009 que deu, desta vez, uma época bem sucedida ao Benfica, em que o clube ganha a Primeira Liga e renova o título da Taça da Liga. O guarda-redes português foi uma das peças fundamentais na solidez defensiva da equipa, que culminou em apenas 20 golos sofridos em 30 jogos na Primeira Liga. Nessa época Quim cumpriu todos os minutos na principal competição nacional. Contudo, no final da época, o treinador Jorge Jesus disse publicamente que não contava com Quim para a temporada seguinte. E, sendo que o contrato que vinculava o jogador ao Benfica terminava em junho de 2010, saiu do clube a custo zero para regressar ao S.C. Braga. Futuramente, Quim terá dito em 2017, em reportagem: "É lógico que na altura não se fica indiferente. Tinha acabado de fazer 30 jogos, fui titular nessa época, campeão nacional e mandaram-me embora. Ficaram com guarda-redes no plantel no ano seguinte que praticamente não jogaram. Não se fica indiferente a isso. Não é normal. São opções. Na altura fiquei insatisfeito, acho que ninguém ficaria depois de ter sido campeão com 30 jogos e sair da maneira como saí. São coisas passadas. Se tivesse baixado os braços já não estava a jogar. O futebol tem coisas destas e temos que estar preparados".

### Retorno ao Braga
No regresso ao clube onde começou a carreira, Quim, com 34 anos, assina um contrato válido por três anos.
A 2 de julho de 2010, num estágio de pré-época dos bracarenses em Melgaço, Quim sofre uma lesão num jogo treino. Essa lesão terá sido uma rotura total do tendão de Aquiles direito que fez com que não pudesse participar em qualquer jogo competitivo pelos minhotos na primeira época de regresso ao clube. Quim terá numa reportagem em 2011: "Custa mesmo muito ficar de fora, ainda para mais quando não estava habituado porque felizmente tenho tido poucas lesões na carreira. Agora tive uma complicada e só me resta recuperar, não o mais rápido, mas o melhor possível, para ficar à disposição do treinador na próxima época".
Na época seguinte torna-se no titular indiscutível da baliza do Braga, em que o clube alcança um excelente terceiro lugar no campeonato ao comando de Leonardo Jardim, permitindo assim acesso à 3ª Pré-Eliminatória da Liga dos Campeões da UEFA de 2012/13.
Na sua última época ao serviço dos minhotos, Quim perde o estatuto de titular absoluto devido à chegada do guarda-redes Beto ao clube, vindo do FC Porto. Quim divide, assim, ao longo da época, o posto na baliza com o internacional português, tendo participado apenas em 14 jogos no campeonato, em 30 possíveis. Não participou nos jogos da Liga dos Campeões, em que o Braga não avançou além da fase de grupos, mas jogou com um gigante do futebol europeu, Manchester United. É, no entanto o guarda-redes escolhido a participar na Taça da Liga, competição que o clube acaba por vencer. De destacar que no único jogo a contar para as meias finais, Quim jogou contra o seu antigo clube, e após o empate 0-0 no final do prolongamento o jogo foi decidido a penálties. Quim foi figura de destaque, tendo defendido 2 pênaltis da equipa adversária.[carece de fontes?] Quim terá referido em declarações à TVI "Eu não consegui, a equipa conseguiu. Depois de todo o jogo que fizemos, não há duvida que fomos a melhor equipa. Fomos felizes nos pênaltis, mas já nos 90 minutos merecíamos vencer." Na final contra o FC Porto, a 13 de abril de 2013, Quim foi titular na vitória por 1-0 com o golo solitário a pertencer a Alan, a cobrar uma grande penalidade.

### Desportivo das Aves
Os responsáveis do clube bracarense decidiram não avançar com uma renovação do contrato de Quim e o guarda-redes, parte como jogador livre novamente, como tinha acontecido após 6 anos no Benfica. Quim, aos 37 anos, em junho de 2013, querendo continuar a carreira, escolhe o Desportivo das Aves, clube da Segunda Liga, com quem assina um contrato válido por uma temporada.[carece de fontes?] Nas suas duas primeiras épocas mostra que ainda tem muita qualidade, tendo sido premiado como o melhor guarda-redes da Segunda Liga nesses dois anos[carece de fontes?] e uma das figuras principais do clube, sendo titular em praticamente todos os jogos. Quim permanece leal ao clube e renova o seu contrato, aos 40 anos, por mais um ano no fim da sua segunda época. 
Precisamente nessa época, 2016-17, o clube é promovido à Primeira Liga, por ter acabado em segundo lugar, com 81 pontos. Após o grande sucesso no clube, Quim afirma a sua vontade em renovar e continuar com os avenses na época seguinte. Quim mantém-se no clube regressando assim, três anos depois, à maior competição a nível nacional.

#### O retorno à Primeira Liga
Na que terá sido a sua última época como guarda-redes profissional, Quim dividiu ao longo da época, a baliza com o guarda-redes brasileiro Adriano Fachini, numa época em que o clube luta pela manutenção na Liga (acabando em 13° lugar) e ganha a Taça de Portugal, edição 2017-18. Apesar de o guarda-redes português ter competido em 14 jogos na Primeira Liga, menos seis do que o seu colega Adriano Fachini, participou em dois jogos muito importantes: as meias finais e a final, contra o Sporting CP, da Taça de Portugal.
Quim, a 22 de outubro de 2017, bate o recorde de jogador mais velho de sempre, a competir na Primeira Liga (com 41 anos e perto de fazer 42) a jogar pelo Desportivo das Aves, num jogo onde saiu derrotado por 3-1 , frente ao seu antigo clube e campeão nacional na última época, Benfica.
Na Final da Taça de Portugal, que acaba com vitória sobre o Sporting CP, por 2-1, Quim foi importante, realizando 4 defesas decisivas no jogo. Era a única competição principal, a nível nacional, que faltava ao palmarés de Quim. No final da época, retira-se do futebol como jogador profissional. No entanto, decide continuar ligado ao futebol como Diretor de Relações Institucionais do Desportivo das Aves.

## Títulos

### Coletivos
Benfica
- Primeira Liga: 2004–05, 2009–10
- Supertaça Cândido de Oliveira: 2005
- Taça da Liga: 2008–09, 2009–10

Braga
- Taça da Liga: 2012–13

CD Aves
- Taça de Portugal: 2017–18

Seleção nacional
- Campeonato da Europa Sub-18: 1994

### Individuais

#### Benfica
- Jogador do mês SJPF: janeiro de 2007[28]

#### CD Aves
- Melhor Guarda-Redes da Segunda Liga: 2013-14, 2014-15